# Кошмар (Marvel Comics)
Кошмар (англ. Nightmare) — персонаж Marvel Comics, сверхъестественный демон, который наиболее часто появляется как враг Доктора Стрэнджа и Призрачного гонщика.

## История публикаций
Кошмар был создан сценаристом Стэном Ли и художником Стивом Дитко и впервые появился в Strange Tales #110 (июль 1963).

## Биография
Кошмар является демоном, владеющим собственным миром, где он подвергает захваченных им людей их же кошмарам. Когда он подверг мучениям коррумпированного бизнесмена мистера Крэнга, он столкнулся с Доктором Стрэнджем. Между ними завязался бой, в котором Кошмар победил бы Стрэнджа, если бы не вмешался Древний.
Стремясь завоевать мир людей, он начал захватывать людей в своё измерение, чтобы добыть информацию о том, как победить Стрэнджа и его наставника. Доктор Стрэндж разрушил его план, когда пробрался в измерение и освободил всех людей. Они сталкивались много раз, однако Кошмар всякий раз терпел поражение. Однажды он объединился с ним, чтобы не дать погибнуть людям, благодаря которым и существует Кошмар. Кошмар часто захватывал таких героев как Человек-паук, Росомаха, Капитан Америка, Призрачный гонщик, Искра и Халк, но постоянно был побеждён. Недолгое время был слугой Шума-Гората. Он является отцом Королевы мечты, существу, которое способно "изменять мечты" людей. Она появилась на свет, когда Кошмар изнасиловал суккуба по имени Зилла Чар. Когда та попыталась захватить его царство, он смог отбить атаку.
Однажды ему удалось получить доступ к мечтам людей через концепцию "американская мечта", из-за чего многие люди стали жестокими и стали творить беспорядки. Кошмар был остановлен объединёнными силами Капитана Америки, Шэрон Картер и Щ.И.Т.а.
В сюжете Tempest Fugit выясняется, что Кошмар долгое время мучил Халка. Он также похитил и изнасиловал его жену Бетти Росс, благодаря чему у него появилась вторая дочь по имени Дневная мечта. Во время Secret Invasion Геркулес и команда Богов потребовали от Кошмара карту сновидений. Тот согласился в обмен на доступ к их кошмарам. Благодаря им он хотел завоевать мир, однако богам удалось похитить карту и спастись из его мира. Кошмар вызвал армию монстров для борьбы с ними, но те сбежали. Позднее Кошмар попытался отомстить Геркулесу с помощью злодея Аркады, заманив Геркулеса и Дэдпула в лабиринт. Однажды был остановлен Фантастической четвёркой. Во время событий Avengers: The Initiative Кошмар противостоял Мстителям.
Во время событий Chaos War Аматсу-Микабоши вступил в союз с Кошмаром, чтобы одолеть Геркулеса. Тем не менее тот, со временем, предаёт Кошмара и, казалось бы, убивает его. Затем он крадёт владения и приспешников Кошмара. В сюжете The Terrorism Myth Кошмар мучил Локи, чтобы усилить свою власть.

## Силы и способности
Кошмар является очень могущественным демоном и одним из самых опасных врагов Доктора Стрэнджа. Его главной способностью является захват астральной формы спящего человека, которую он посылает в своё царство. В нём он мучает свою жертву её же кошмарами. Помимо этого он может призывать существ из потустороннего мира и повелевать ими. Он имеет собственного коня, которого может призывать при необходимости. Несмотря на всё это он крайне уязвим вне своего мира. Кошмар не может быть окончательно побеждён пока есть существа, способные мечтать.

## Альтернативные версии

### Ultimate Marvel
Кошмар впервые появился в Ultimate Spider-Man #70 как враг Доктора Стрэнджа младшего. Он захватывает сознание Стрэнджа и пытается уничтожить его в его же кошмарах. Когда в логове Стрэнджа появляется Человек-паук, Кошмар подчиняет его разум. В конечном итоге Доктор Стрэндж приходит в себя и побеждает демона. Во время событий Ультиматума Кошмар обретает свободу и сталкивается с Человеком-пауком и Халком. Он использует против них их же кошмары и практически побеждает. Тем не менее, Халку удалось выбраться из своих кошмаров и уничтожить демона.

## Вне комиксов

### Телевидение
- Кошмар появляется в мультсериале «Супергеройский отряд» (2009), где его озвучил Джим Парсонс[23].
- В мультсериале «Великий Человек-паук» (2012) Кошмара озвучил Марк Хэмилл[23]. Здесь он погружает жителей Нью-Йорка в бесконечный сон и обращает против них их же кошмары. Тем не менее Человеку-пауку и Железному кулаку удаётся не попасть под воздействие его способностей. Благодаря доктору Стрэнджу им удаётся победить и запечатать его[24].

### Кино
- Кошмар появился в полнометражном мультфильме «Халк: Где обитают чудовища» (2016)[25][23].
- Изначально Скотт Дерриксон планировал использовать Кошмара в фильме «Доктор Стрэндж: В мультивселенной безумия» (2022) в качестве основного антагониста[26].

### Видеоигры
- Парсонс вновь озвучил Кошмара в игре Marvel Super Hero Squad: The Infinity Gauntlet (2010)[23].
- Кошмар появился в игре Lego Marvel Super Heroes (2013), где его озвучил Грег Сайпс[27][23].
- Кошмар был добавлен в игру Lego Marvel Super Heroes 2 (2017) в рамках DLC Cloak and Dagger[28].